# Luisa Fortes Roca
Luisa Fortes Roca fou una poeta espanyola nascuda a Vélez-Màlaga (Espanya), el 28 de maig de 1947 i morta a Barcelona el 14 de maig de 2021. Llicenciada en Filologia Hispànica per la Universitat de Barcelona, fou coordinadora de la Tertúlia Literària de la Llibreria Pròleg de Barcelona i de l'Àgora Poètica del Centre de Cultura de Dones Francesca Bonnemaison de Barcelona.

## Biografia
Luisa Fortes va néixer a Triana, una pedania de la ciutat malaguenya de Vélez-Màlaga, Espanya, el 1947. Va residir a Vélez-Màlaga i Barcelona, a Londres (Regne Unit) i a Ginebra (Suïssa), sent Barcelona on es va establir a partir del 1978.
Llicenciada en Filologia Hispànica per la Universitat de Barcelona, va treballar al sector editorial, fins que va passar a ser sòcia d'una empresa dedicada a l'estudi de Mercat.
Activista cultural en diferents formats, va ser la coordinadora de la Tertúlia Literària de la Llibreria Pròleg de Barcelona des del 1995, va organitzar i moderar esdeveniments poètics, i va participar en nombrosos grups de poesia i recitals poètics.

## Obra publicada
- Poemas escogidos 2000-2021. Afaret Editorial, 2021.

### En obres col·lectives
- DUODA, Revista, Número 24, Universitat de Barcelona, 2003.
- Encuentro de mujeres poetas: hacia el saber de la poesía. Mujeres y letras, Barcelona, 2005.
- Àgora poètica de 2004, Associació Promotora del Centre de Cultura de Dones Francesca Bonnemaison, Barcelona, 2005.
- Tan mortales tan divinas, 2005.
- Àgora poètica de 2006, Associació Promotora del Centre de Cultura de Dones Francesca Bonnemaison, Barcelona, 2008.
- Àgora poètica de 2009, Associació Promotora del Centre de Cultura de Dones Francesca Bonnemaison, Barcelona, 2011.
- DUODA, Revista, Número 24, Universitat de Barcelona, 2016.